# Balut (mad)
 For alternative betydninger, se Balut. (Se også artikler, som begynder med Balut)
Balut er en madret, som består af et 17-19 dage gammelt andefoster i et æg. Retten er mest kendt i Filippinerne.
Retten kan tilberedes på mange måder, men som regel er ægget helt og kogt. I Filippinerne betragtes balut som et afrodisiakum. Det er almindeligt at spise ægget med eddiken San Miguel.
Som regel består balut af tre dele:
- Saften/suppen: Findes uden om og i hele ægget, er lidt grumset, smager både sødt og lidt salt.
- Æggeblommen: Ligner almindelig æggeblomme, men har en del blodårer.
- Fostret: Ser ud som en sort/brun lille fugleunge med ben, vinger og næb.